# Ratusz w Białaczowie
Ratusz w Białaczowie – ratusz miejski, położony w centralnej części rynku Białaczowa (Placu Wolności) w województwie łódzkim (powiat opoczyński). 

## Historia

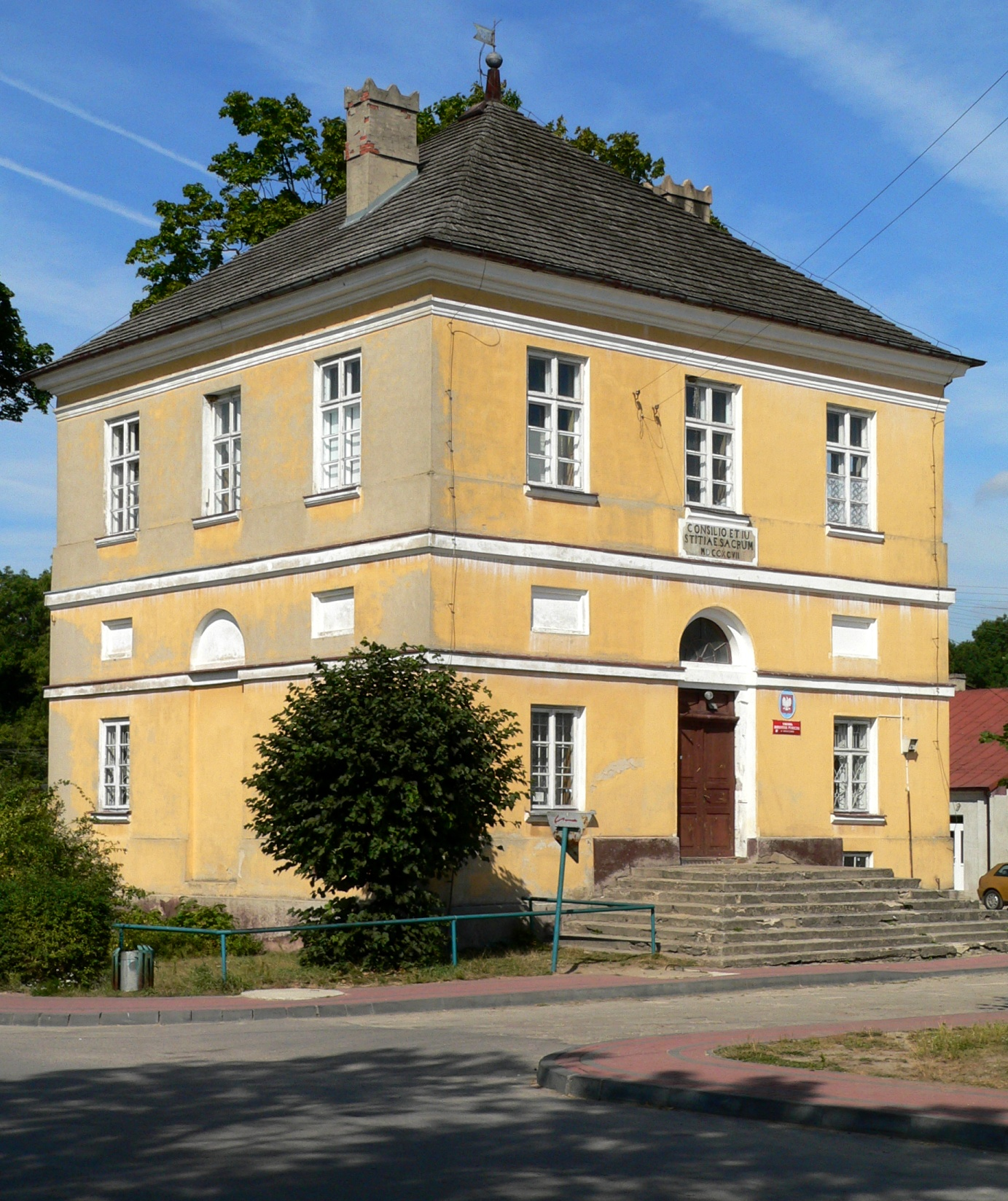
Ratusz w 2005

Klasycystyczny obiekt wzniesiono w 1797, o czym informują tabliczki pod środkowymi oknami pierwszego piętra, zarówno od wschodu, jak i od zachodu. 
Do okresu międzywojennego w budynku urzędowała rada miejska, potem (także przez kilka lat po II wojnie światowej) działała tutaj szkoła podstawowa. Po jej wyprowadzce do nowej siedziby, część ratusza zajął ośrodek zdrowia, a część gmina. Dokonano wówczas renowacji i przebudowy wnętrz, wykonano nowe, drewniane schody na piętro, zabudowano sień przejściową oraz obito ściany boazeriami. W 1992 założono na dachu nowe gonty, a także wymieniono rynny. W 2001 do ratusza została przeniesiona biblioteka gminna z czytelnią, która zajęła piętro (120 m²). W 2014 wnętrza biblioteki wyremontowano.
Obiekt wpisany został do rejestru zabytków 30 stycznia 1959 (pod numerem 832) oraz 21 czerwca 1967 (pod numerem 348).

## Architektura

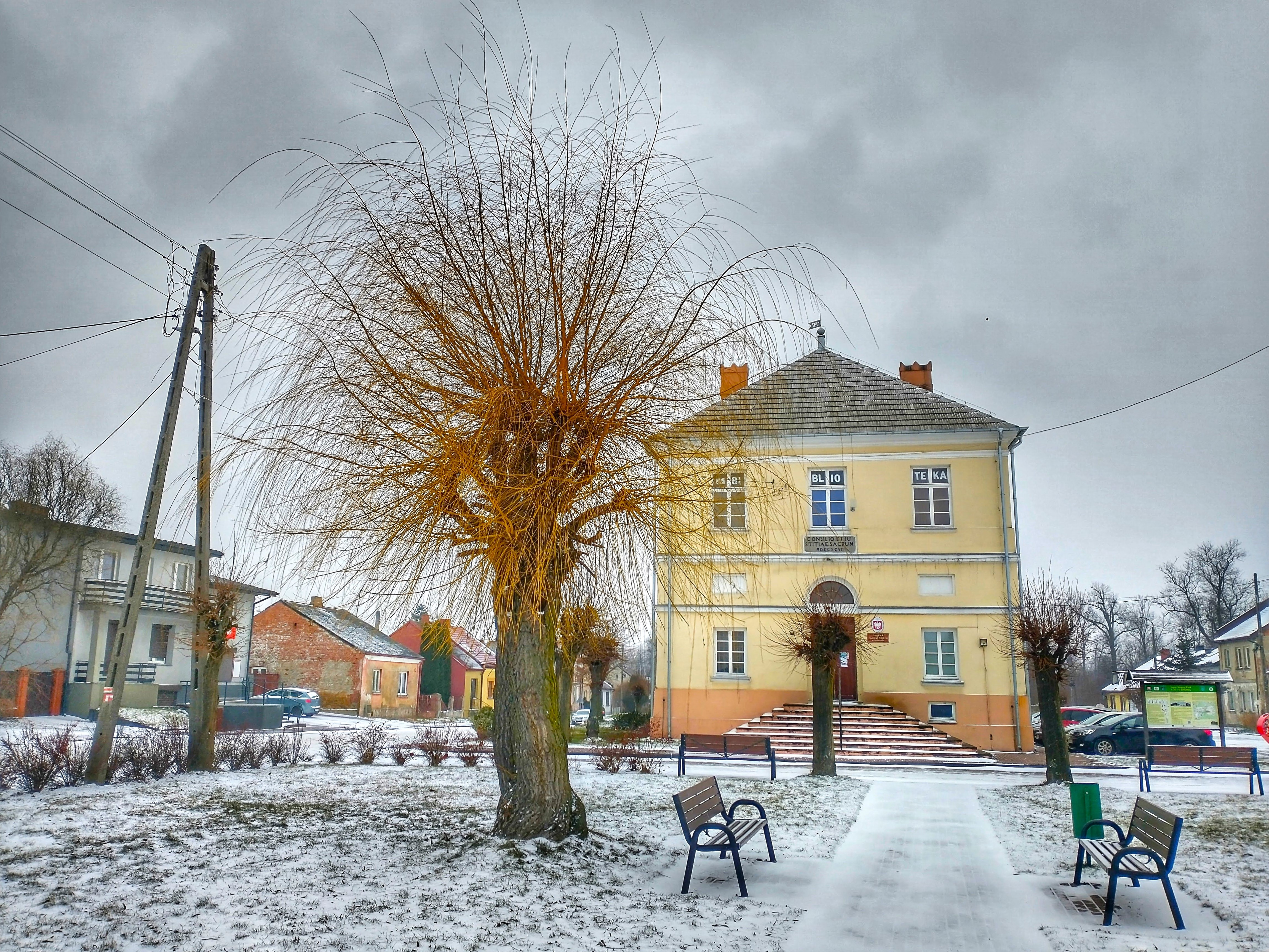
Elewacja wschodnia

Dwukondygnacyjny, ceglany, otynkowany ratusz wzniesiony na planie kwadratu położony jest w centrum białaczowskiego rynku i ma wejścia od wschodu oraz zachodu. Od obu tych stron, a także od południa otoczony jest zielenią parkową.
Piwnice zbudowane są z kamienia i cegły. Zarówno one, jak i pomieszczenia parterowe sklepione są kolebkowo i krzyżowo. Pomieszczenia na piętrze posiadają stropy z drewna. Pierwotnie obiekt miał sień przejściową, potem przebudowaną i podzieloną między kilka pomieszczeń. Bryła przykryta jest dachem namiotowym z gontami. Elewacje są trzyosiowe, dzielone poziomo za pomocą gzymsów kordonowych. W przestrzeni podziału pomiędzy parterem i piętrem, w osi okien znajdują się prostokątne blendy. Elewacje pomalowano na kolor rozmytej żółci, a gzymsy, blendy i wnęki okien na biało. Na frontonie umieszczono napis łaciną: Consilio et lustitiae Sacrum 1797 (pol. Miejsce dla rady i sprawiedliwości jest święte 1797).
Wnętrza parteru, wraz z dawną sienią przejściową, są znacznie przebudowane (m.in. utworzono toalety i magazyn podręczny), natomiast na piętrze zachował się prawdopodobnie oryginalny podział pomieszczeń. Pierwotne wyposażenie nie zachowało się.
Przy ścianie południowej pierwotnie znajdowało się niewielkie pomieszczenia dla aresztantów ("koza"), które rozebrano po 1945. 
Bryła ratusza została połączona osią widokową w postaci alei lipowej z pałacem Małachowskich, co miało podkreślić jedność miasta i rezydencji właściciela.